# Iztok Kapušin
Iztok Kapušin, slovenski nogometaš in trener, * 29. april 1974, Brežice. Od konca avgusta 2021 do maja 2022 je bil nazadnje trener drugoligaša Brežice.

## Življenjepis
Iztok Kapušin se je rodil in odraščal v Brežicah.To je kraj na jugovzhodu Slovenije. Z nogometom se je začel ukvarjati pri 10 letih v svojem matičnem klubu NK Brežice 1919. Kasneje ga je nogometna pot vodila širom po Sloveniji, kjer je igral v osmih klubih, pretežno v 2. slovenski nogometni ligi. V svoji igralski karieri pa beleži tudi dva nastopa v 1. slovenski ligi, in sicer pri moštvu NK Živila Naklo. Ves čas svoje igralske kariere se je ob nogometu tudi izobraževal. Tako je leta 2000 diplomiral na Fakulteti za šport iz smeri športnega treniranja oz. nogometa, ter tako pridobil naziv profesorja športne vzgoje in diplomiranega nogometnega trenerja PRO. Svojo trenersko pot je začel leta 2003 v Krškem, kjer je najprej opravljal dvojno vlogo, kot trener-igralec, kasneje pa po triletni igralski avanturi v nižjeligaških Avstrijskih klubih (najvišje rangirani klub v Avstriji, kjer je igral je bil St. Lambrecht, ki je takrat nastopal v 4. rangu tekmovanja), pričel samostojno trenersko pot. Po nekajletnem trenerskem udejstvovanju v NK Krško (zbral je 78 prvenstvenih tekem v 2. SNL, kot glavni trener), ga je trenerska pot vodila še v Novo mesto, kjer je vodil NK Krka v 3. SNL in v Ivančno Gorico, kjer je v 2. SNL vodil tamkajšnji Livar na 12 prvenstvenih tekmah. Bil je tudi trener hrvaškega drugoligaša NK Bistra (moštvo je vodil na 13 tekmah v 2. HNL), s katerim je po 2. mestu v 3. HNL dosegel zgodovinski uspeh kluba in popeljal Bistro v 2. hrvaško ligo. V rojstnih Brežicah, in Šentjerneju ima od leta 2008 tudi svojo lastno Otroško nogometno šolo Petelinček. Od leta 2003 opravlja tudi prosvetno delo, saj poučuje športno vzgojo na Osnovni šoli Šentjernej. Vrhunec njegove trenerske kariere pa se zgodi jeseni 2015, ko prevzame NK Celje, in jih pripelje do polfinala pokala Slovenije. Je eden šestih Slovencev, ki so vodili kak hrvaški klub. S partnerico Adrijano Hervol sta 17. oktobra 2008 dobila sina Nejca, ki je tudi športnik. Ne kot oče Iztok, ki je vpet v nogomet, ampak je plavalec. 
Trenutno, že drugič vodi domače Brežice v slovenski drugi ligi. 